# Hollingsworth v. Perry
Hollingsworth v. Perry (vorher Perry v. Schwarzenegger und Perry v. Brown) ist ein Verfahren vor dem Obersten Gerichtshof der Vereinigten Staaten zur Verfassungswidrigkeit eines Verbots der gleichgeschlechtlichen Ehe in Kalifornien. Das Verfahren begann mit einer Klage vor dem Bundesbezirksgericht in San Francisco gegen Proposition 8, ein erfolgreiches Referendum, mit dem die Verfassung von Kalifornien so geändert wurde, dass nur noch Ehen zwischen einem Mann und einer Frau staatlich anerkannt würden. In ihrem Antrag behaupten die Kläger, Proposition 8 würde gegen das Rechtsstaatlichkeitsgebot und den Gleichheitsgrundsatz der Bundesverfassung verstoßen. Am 26. Juni 2013 entschied der Supreme Court, dass die Gegner der gleichgeschlechtlichen Ehe in Kalifornien nicht berechtigt waren zu klagen; damit gilt in diesem Bundesstaat wieder das ursprüngliche Urteil des erstinstanzlichen District Court und somit das Recht für Homosexuelle zu heiraten.

## Hintergrund

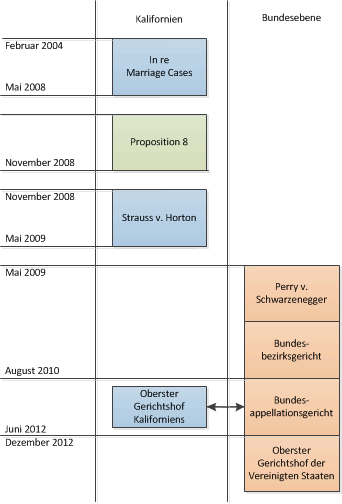
Der zeitliche Ablauf des Falls

Am 15. Mai 2008 entschied der Oberste Gerichtshof Kaliforniens im Verfahren “In re Marriage Cases”, dass das bestehende gesetzliche Verbot der gleichgeschlechtlichen Ehe gegen die kalifornische Verfassung verstoße. Die Richter befanden in ihrem Beschluss, dass Regelungen, die Menschen aufgrund ihrer sexuellen Orientierung unterschiedlich behandeln, „strengsten rechtlichen Anforderungen“ genügen müssten. Dazu gehören nach ständiger Rechtsprechung ein überzeugendes staatliches Interesse an dem mit dem Gesetz verfolgten Ziel, eine enge Orientierung der Regelung daran sowie die Beschränkung auf solche Mittel, mit denen die geringstmöglichen Einschränkungen der Betroffenen verbunden sind. Nach der Überzeugung der Richter genüge § 308.5 des Familiengesetzbuches, nachdem in Kalifornien nur Ehen zwischen einem Mann und einer Frau staatlich anerkannt würden, diesen strengen Anforderungen nicht. Das Gesetz dürfe nicht mehr angewendet werden, womit die kalifornischen Behörden die Freiheit haben, gleichgeschlechtliche Ehen zu schließen.
Nach dem Urteil organisierten die Gegner der gleichgeschlechtlichen Ehe ein Referendum, das am 4. November 2008 zusammen mit der Präsidentschaftswahl, den Kongresswahlen und weiteren Wahlen abgehalten wurde. Ziel des Referendums war es, das Verbot der gleichgeschlechtlichen Ehe in der Verfassung zu verankern und damit das Urteil des Obersten Gerichtshofs aufzuheben. Für das Referendum sprach sich in der Abstimmung die nötige Mehrheit aus, sodass die Verfassungsänderung unmittelbar in Kraft trat. Seitdem waren gleichgeschlechtliche Eheschließungen in Kalifornien verboten.
Am 19. November 2008 nahm der kalifornische Oberste Gerichtshof den Fall Strauss v. Horton sowie zwei weitere Klagen zur Entscheidung an, die darauf abzielten, das Referendum für ungültig zu erklären. Nach einer mündlichen Verhandlung am 5. März 2009 entschieden die Richter am 26. Mai 2009, dass Proposition 8 nicht gegen die kalifornische Verfassung verstoße und die Verfassungsänderung damit gültig sei. Lediglich auf die ca. 18.000 bereits geschlossenen gleichgeschlechtlichen Ehen sei das Verbot nicht anwendbar. Sie seien wie alle anderen Ehen zu behandeln. Prüfungsmaßstab für das Gericht war allein die Verfassung Kaliforniens, nicht die übergeordnete Bundesverfassung.

## Klageerhebung
Drei Tage bevor der Gerichtshof seine Entscheidung verkündete, reichte die American Foundation for Equal Rights am 23. Mai 2009 in Vertretung von zwei gleichgeschlechtlichen Paaren (darunter Kristin Perry, nach der der Fall benannt ist, und ihre Partnerin) beim Bundesbezirksgericht für Nordkalifornien Klage gegen Proposition 8 ein.
Als Gegenseite wurden in dem Verfahren Bedienstete von zwei Countys sowie der damalige Gouverneur von Kalifornien, Arnold Schwarzenegger, der Attorney General Jerry Brown und zwei Bedienstete im kalifornischen Gesundheitsministeriums genannt. Brown lehnte es ab, Proposition 8 zu verteidigen – mit der Begründung, die Verfassungsänderung verstoße gegen den 14. Zusatzartikel zur Bundesverfassung und sollte damit für nichtig erklärt werden. Schwarzenegger lehnte die Verteidigung ebenfalls ab, erklärte aber, dass die Gerichte das Verfahren durchführen sollten, weil wichtige verfassungsrechtliche Fragen zu klären seien.
Nachdem sich die gesetzlichen Vertreter Kaliforniens gegen eine Verteidigung von Proposition 8 aussprachen, beantragte die Organisation ProtectMarriage.com, Initiatorin des Referendums, an der Stelle des Bundesstaates als Gegenseite im Verfahren aufzutreten. Der zuständige Richter Vaughn Walker gab dem Antrag statt.

## Verfahren in erster Instanz (Perry v. Schwarzenegger)
Die mündliche Verhandlung wurde für den 11. Januar 2010 terminiert. Die Antragsteller und Antragsgegner wurden beauftragt, sich neben dem direkten Thema der gleichgeschlechtlichen Ehe auch auf Fragen zur Kindeserziehung in gleichgeschlechtlichen Familien, zur Beeinträchtigung der Ehe von Paaren unterschiedlichen Geschlechts durch die gleichgeschlechtliche Ehe, zur Geschichte der Diskriminierung gegen Homosexuelle sowie die Auswirkungen von Vorurteilen gegen Homosexuelle vorzubereiten.
In der mündlichen Verhandlung argumentierten die Antragsteller, dass es sich bei der Eheschließung um ein Grundrecht handelt, dass das Verbot der gleichgeschlechtlichen Ehe Homosexuellen und deren Kindern schade und dass es keinen vernünftigen Grund oder gesellschaftlichen Vorteil für das Verbot gebe. Als weitere Argumente gegen das Verbot wurden angeführt, dass die Ehe geschichtlich betrachtet nie ausschließlich als Bund von einem Mann und einer Frau verstanden wurde, dass Religion in der amerikanischen Geschichte nie ausschlaggebend für die Definition der Ehe gewesen sei, dass Ehebeschränkungen andererseits wiederholt als Bestrafung unpopulärer Gruppen eingesetzt wurden, dass die traditionellen Geschlechterrollen im 20. Jahrhundert weitestgehend aufgehoben wurden und dass die historische Entwicklung der Ehe primär davon gekennzeichnet sei, Ungleichheiten auszuräumen. Die Antragsteller gingen auch auf die historische „Dämonisierung“ von Homosexuellen als “dangerous sexual deviants and child molesters” (deutsch: „gefährliche sexuell Abnorme und Kindesmissbraucher“) ein. Dabei bezogen sie sich auch auf Materialien, die von den Befürwortern des Referendums verbreitet wurden, in denen behauptet wurde, ein Scheitern des Verbots würde die Vereinigten Staaten in die „Hände des Teufels“ führen und dass die „Vertreter der gay agenda“ als Nächstes für die Legalisierung von Geschlechtsverkehr mit Kindern kämpfen würden. Des Weiteren wurden ökonomische, psychologische und politologische Argumente für die Legalisierung der gleichgeschlechtlichen Ehe vorgetragen.
Die Gegenseite argumentierte primär, dass das Verbot der gleichgeschlechtlichen Ehe keine Diskriminierung aufgrund der sexuellen Orientierung der Partner, sondern eine Einschränkung bestimmten, genau definierten Verhaltens darstelle, dass die Ehe traditionell als Bund von Mann und Frau verstanden wurde, weil es eine stabile Einheit für die Fortpflanzung und die Kindererziehung darstelle, dass die weite Verbreitung von eingetragenen Partnerschaften und homosexueller Charaktere in den Unterhaltungsmedien Anzeichen gegen eine systemische Diskriminierung Homosexueller spräche und dass Homosexuelle ausreichende Einflussmöglichkeiten haben, um ihre Interessen auf politischen Wegen durchzusetzen, sodass eine Intervention des Minderheitenschutzes durch die Gerichte nicht nötig wäre.
Nachdem die mündliche Verhandlung am 16. Juni 2010 endete, verkündete Richter Walker am 4. August 2010 seine Entscheidung. Darin erklärte er Proposition 8 als nicht mit der Bundesverfassung vereinbar. Es gäbe weder eine vernünftige Grundlage noch ein berechtigtes Interesse für Kalifornien, gleichgeschlechtlichen Paaren die Eheschließung zu verbieten:

“An initiative measure adopted by the voters deserves great respect. The considered views and opinions of even the most highly qualified scholars and experts seldom outweigh the determinations of the voters. When challenged, however, the voters’ determinations must find at least some support in evidence. This is especially so when those determinations enact into law classifications of persons. Conjecture, speculation and fears are not enough. Still less will the moral disapprobation of a group or class of citizens suffice, no matter how large the majority that shares that view. The evidence demonstrated beyond serious reckoning that Proposition 8 finds support only in such disapproval. As such, Proposition 8 is beyond the constitutional reach of the voters or their representatives.”

„Ein Volkentscheid, der von den Wählern angenommen wurde, verlangt nach großer Zurückhaltung. Die durchdachten Ansichten und Meinungen selbst der höchstqualifizierten Gelehrten und Experten überwiegen selten die Überzeugungen der Wähler. Wenn sie herausgefordert werden, so müssen diese Überzeugungen jedoch wenigstens etwas Unterstützung in den Fakten finden. Das trifft erst recht zu, wenn diese Überzeugungen ein Gesetz in Kraft setzen, mit denen Menschen in Klassen eingeteilt werden. Mutmaßungen, Spekulationen und Ängste sind unzureichend. Noch weniger reicht die moralische Missbilligung einer Gruppe oder Klasse von Bürgern aus, unabhängig von der Größe der Mehrheit, die diese Ansicht vertritt. Die Fakten zeigen über eine ernsthafte Betrachtung hinaus, dass Proposition 8 seine Unterstützung allein aus solcher Ablehnung zieht. Insofern ist Proposition 8 außerhalb der verfassungskonformen Reichweite der Wähler oder ihrer Vertreter.“

In seiner Entscheidung erklärte Walker auch, dass Proposition 8 auf traditionellen Auffassungen der Ehe und moralischer Ablehnung von Homosexualität basierten, was beides keine zulässigen Grundlagen für gesetzliche Diskriminierung darstellten. Das Recht zur Eheschließung sei ein fundamentales Grundrecht, das Kalifornien verpflichtet sei zu beschützen. Entsprechend seien die kalifornischen Behörden angeordnet, Proposition 8 nicht mehr anzuwenden und damit gleichgeschlechtlichen Paaren die Eheschließung zu ermöglichen.

## Verfahren in zweiter Instanz (Perry v. Brown)
Am 12. August 2010 legten die von Walker zugelassenen Vertreter der Referendumsinitiatoren beim 9. Bundesappellationsgericht Rechtsmittel gegen die Entscheidung ein. Sie beantragten auch einstweilige Verfügung gegen die Umsetzung des Urteils, um zu verhindern, dass die kalifornischen Behörden wieder Eheschließungen vornehmen würden. Dem Antrag wurde am 16. August 2010 stattgegeben. Die Antragsteller wurden beauftragt darzulegen, wieso die Rechtsmittel nicht sofort mangels Klagebefugnis abgewiesen werden sollten. Die Frage stellte sich, weil die eigentliche Gegenseite in dem Verfahren, die gesetzlichen Vertreter des Bundesstaates Kalifornien, es ja abgelehnt hatten, Proposition 8 zu verteidigen. Nach amerikanischer Rechtsprechung können aber nur die direkt in einem Verfahren genannten Parteien Rechtsmittel einlegen, nicht beliebige Dritte. Versuche, den Gouverneur oder den Attorney General dazu zu zwingen, Proposition 8 vor Gericht zu verteidigen, scheiterten zuvor bereits beim kalifornischen Obersten Gerichtshof.
Die mündliche Verhandlung vor dem dreiköpfigen Spruchkörper fand am 6. Dezember 2010 statt, nachdem ein vorheriger Befangenheitsantrag gegen einen der Richter abgewiesen wurde. Nachdem der frühere Attorney General Jerry Brown im November 2010 zum Gouverneur gewählt worden war, hieß das Verfahren nun Perry v. Brown. Am 4. Januar 2011 legten die Richter dem Obersten Gerichtshof Kaliforniens die Frage vor, ob die Initiatoren des Referendums nach kalifornischem Recht ein hinreichend spezifisches Interesse hatten, den Bundesstaat vor dem Gericht zu vertreten, obwohl die eigentlichen Vertreter des Bundesstaates die Verteidigung des Referendums abgelehnt hatten. Die Frage wurde am 17. November 2011 vom Obersten Gerichtshof bejaht mit der Begründung, dass Initiatoren von Referenden auch in früheren Fällen das Recht hatten, an gerichtlichen Verfahren gegen solche Referenden teilzunehmen.
Das Appellationsgericht verkündete daraufhin am 7. Februar 2012 seine Entscheidung, die mit einer Mehrheit von zwei zu eins getroffen wurde, dass Proposition 8 tatsächlich verfassungswidrig war. Die Begründung dafür basierte allerdings auf einer wesentlich schmaleren Argumentation als in der ersten Instanz. Nach Ansicht des Autors der Mehrheitsmeinung, Richter Stephen Reinhardt, diente Proposition 8 keinem anderen Zweck, als den Status und die Würde Homosexueller in Kalifornien herabzusetzen und ihre Beziehungen und Familien offiziell als minderwertig im Vergleich zu denen von Paaren unterschiedlichen Geschlechts umzuklassifizieren. Er zitierte die Entscheidung des Obersten Gerichtshofs der Vereinigten Staaten im Fall Romer v. Evans und erklärte, dass die Bundesverfassung solche Art von Gesetzen schlicht nicht erlaube. Die in erster Instanz dargestellten Feststellungen zum Gleichheitsgrundsatz und zur systemischen Diskriminierung müssten in zweiter Instanz nicht überprüft werden. Die Entscheidung in zweiter Instanz konnte allein aufgrund dessen gefällt werden, dass Proposition 8 per Verfassungsänderung einer Minderheit ein Recht wegnahm, das sie vorher hatte: das vom Obersten Gerichtshof Kaliforniens 2008 erklärte Grundrecht eine gleichgeschlechtliche Ehe einzugehen.
Die weitere Prüfung durch das Appellationsgericht beschränke sich dann darauf, ob die von den Initiatoren des Referendums vorgebrachten Ziele als hinreichende Legitimation für die Abschaffung dieses Grundrechts dienen können. Diese Prüfung sei negativ ausgefallen, denn weder habe Proposition 8 mangels Festlegungen zum Sorge- oder Adoptionsrecht Einfluss auf die Kindererziehung gehabt, noch würde es das Fortpflanzungsverhalten von Paaren unterschiedlichen Geschlechts beeinflussen. Auch das in der Anhörung genannte Ziel einer vorsichtigeren Einführung der gleichgeschlechtlichen Ehe wurden angesichts des Proposition 8 innewohnenden absoluten Verbots der Anerkennung solcher Ehen zurückgewiesen. Ob die Verfassung der Vereinigten Staaten es verlange, dass Bundesstaaten die Ehe auch gleichgeschlechtlichen Paaren ermögliche, sei zur Entscheidung des vorliegenden Falls nicht von Bedeutung. Von Bedeutung sei vielmehr, dass die Verfassung es einem Bundesstaat verbiete, das Recht auf Eheschließung einer in Ungnade gefallenen Bevölkerungsgruppe wegzunehmen, wenn es vorher von dem Bundesstaat gewährt wurde.
Die Initiatoren des Referendums beantragten am 21. Februar 2012 eine erneute Anhörung vor dem vollständigen 29-köpfigen Appellationsgericht. Der Antrag wurde am 5. Juni 2012 abgewiesen.

## Verfahren vor dem Obersten Gerichtshof (Hollingsworth v. Perry)
Am 31. Juli 2012 beantragte die unterlegene Partei, die Initiatoren des Referendums, angeführt durch den damaligen kalifornischen Senator Dennis Hollingsworth, Certiorari beim Obersten Gerichtshof der Vereinigten Staaten mit dem Ziel, die Entscheidung des Appellationsgerichts aufzuheben. Dem Antrag wurde am 7. Dezember 2012 stattgegeben und beide Parteien aufgefordert auch zu der Frage Stellung zu nehmen, inwiefern die Initiatoren des Referendums tatsächlich befugt waren, Proposition 8 vor dem Appellationsgericht an Stelle der gesetzlichen Vertreter des Bundesstaates Kaliforniens zu verteidigen.
Die mündliche Verhandlung wurde für den 26. März 2013 terminiert. Das Urteil fiel dann am 26. Juni 2013. Darin erklärte der Vorsitzende Richter John Roberts für die Mehrheit von insgesamt fünf Richtern, dass die Gegner der gleichgeschlechtlichen Ehe nicht berechtigt waren, gegen das Urteil von Richter Vaughn Walker Einspruch zu erheben. Somit gilt dessen Urteil als letztes Wort in dieser Frage. Am 28. Juni 2013 folgte der Ninth Circuit of Appeals dem Urteil des Supreme Court und hob seinen „stay“ (die ursprüngliche Anordnung, mit dem Vollzug des Urteils zu warten, bis das Verfahren vor allen Instanzen behandelt wurde und rechtskräftig ist) mit sofortiger Wirkung („effective immediately“) auf. Noch am selben Tag heirateten wieder gleichgeschlechtliche Paare in Kalifornien.